# The Unchastened Woman
Pour plus de détails, voir Fiche technique et Distribution.
The Unchastened Woman est un film muet américain réalisé par James Young, sorti en 1925.

## Fiche technique
- Titre : The Unchastened Woman
- Réalisation : James Young
- Scénario : Douglas Z. Doty d'après la pièce de théâtre éponyme de Louis K. Anspacher
- Photographie : L. William O'Connell
- Montage : Sam Zimbalist
- Société de production : Chadwick Pictures Corporation
- Société de distribution : Chadwick Pictures Corporation
- Pays d'origine :  États-Unis
- Langue : titres en anglais
- Format : Noir et blanc - 35 mm - 1,37:1  -  Muet
- Genre : Drame
- Longueur : sept bobines
- Durée : 52 minutes
- Date de sortie : 
  - États-Unis : 16 novembre 1925

## Distribution

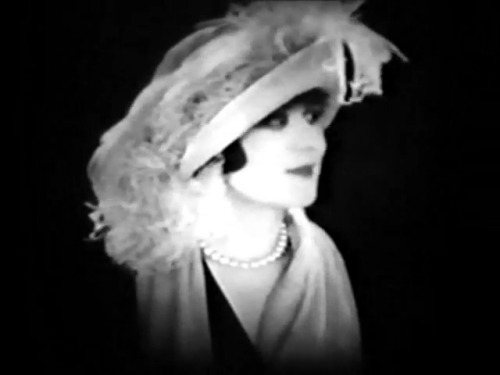
Theda Bara dans une scène du film.

Source principale de la distribution :
- Theda Bara : Caroline Knollys
- Wyndham Standing : Hubert Knollys
- Dale Fuller : Hildegarde Sanbury
- John Miljan : lLawrence Sanbury
- Harry Northrup : Michael Krellin
- Eileen Percy : Emily Madden
- Mayme Kelso : Susan Ambie
- Dot Farley :
- Kate Price :
- Eric Mayne :
- Frederick Ko Vert :